# Observatori Palomar

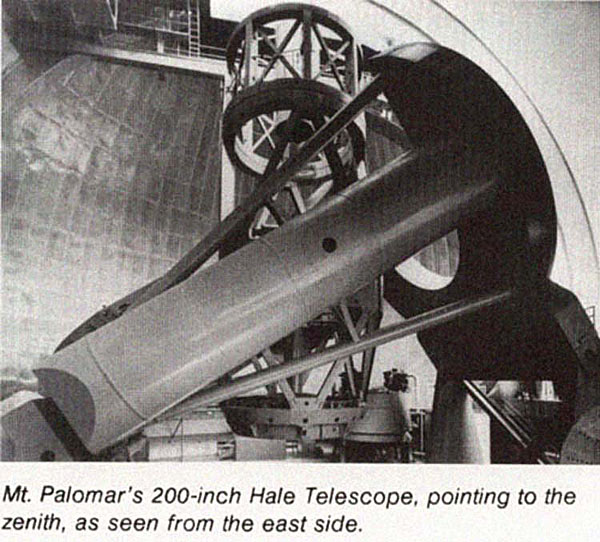
Telescopi Hale del Mont Palomar

L'observatori Palomar, o observatori del Mont Palomar, és un observatori astronòmic de propietat privada localitzat a San Diego, Califòrnia, a 140 km al sud-est de l'Observatori de Mount Wilson. Es troba a una altitud de 1706 m.
És propietat i és gestionat per l'Institut Tecnològic de Califòrnia.
El seu telescopi més gran és el Telescopi Hale, de 508 cm de diàmetre, batejat així en honor de George Ellery Hale, promotor de l'observatori i de la construcció del gegantesc mirall.
Des de les seves instal·lacions s'han realitzat gran quantitat de descobriments astronòmics, cosmològics i astrofísics.

## Història

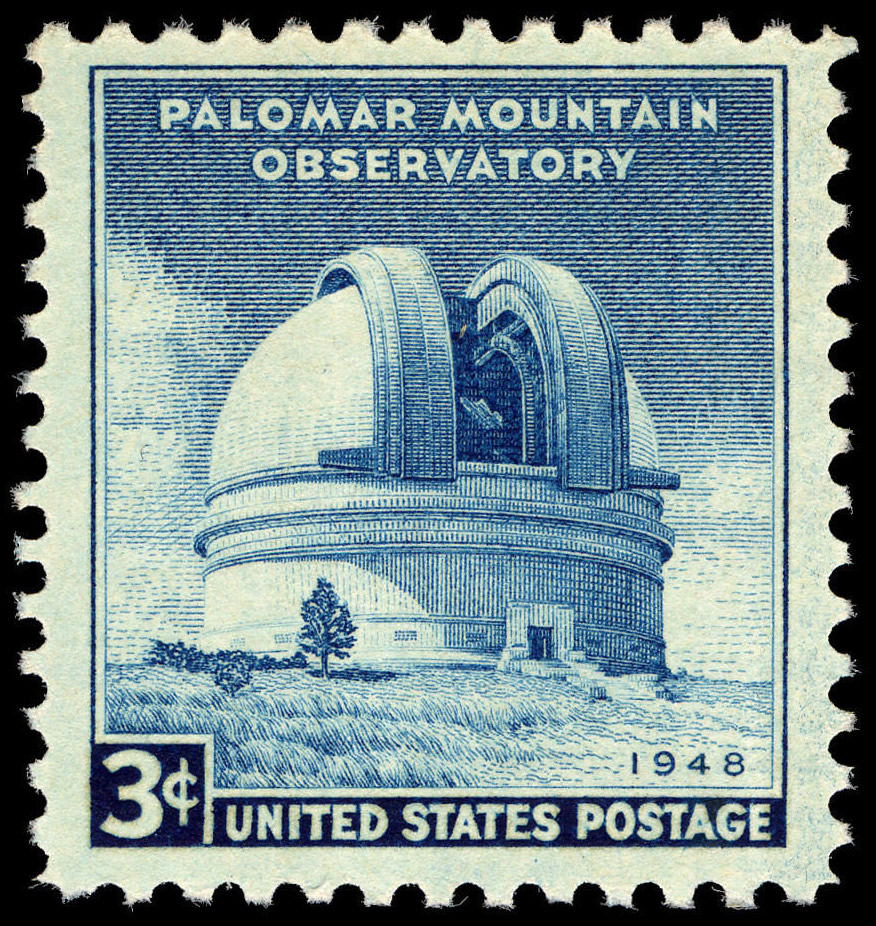
L'Observatori de la Muntanya Palomar apareix al segell dels Estats Units de 1948

### La visió de Hale per als grans telescopis i l'Observatori Palomar
L'astrònom George Ellery Hale, la visió del qual va crear l'Observatori Palomar, va construir el telescopi més gran del món quatre vegades seguides. Va publicar un article de 1928 proposant el que es convertiria en el reflector Palomar de 200 polzades; era una invitació al públic dels Estats Units per aprendre com els grans telescopis podrien ajudar a respondre preguntes relacionades amb la naturalesa fonamental de l'univers. Hale va seguir aquest article amb una carta a la Junta d'Educació Internacional (més tard absorbida per la Junta d'Educació General) de la Fundació Rockefeller datada el 16 d'abril de 1928 en què sol·licitava finançament per a aquest projecte. A la seva carta, Hale va declarar:
"Cap mètode per fer avançar la ciència és tan productiu com el desenvolupament d'instruments i mètodes de recerca nous i més potents. Un telescopi més gran no sols proporcionaria el guany necessari en la penetració espacial de la llum i el poder de resolució fotogràfica, sinó que també permetria l'aplicació d'idees i dispositius derivats principalment dels avenços fonamentals recents en física i química".

### Telescopi Hale
El telescopi de 508 cm (200 polzades) porta el nom de l'astrònom i constructor de telescopis George Ellery Hale. Va ser construït per Caltech amb una subvenció de $6 milions de la Fundació Rockefeller, utilitzant un pyrex en blanc fabricat per Corning Glass Works sota la direcció de George McCauley. El Dr. J. A. Anderson va ser el director del projecte inicial, assignat a principis de la dècada de 1930. El telescopi (el més gran del món en aquest moment) va veure la primera llum el 26 de gener de 1949 apuntant a NGC 2261. L'astrònom nord-americà Edwin Powell Hubble va ser el primer astrònom a utilitzar el telescopi.
Quan va entrar en funcionament va ser el telescopi més gran del món des de 1949 fins a 1975, quan el telescopi rus BTA-6 va veure la primera llum. Els astrònoms que fan servir el Telescopi Hale han descobert objectes distants anomenats quàsars (un subconjunt del que es coneixeria com a Nuclis Galàctics Actius) a distàncies cosmològiques. Han estudiat la química de les poblacions estel·lars, la qual cosa ha portat a comprendre la nucleosíntesi estel·lar quant a l'origen dels elements de l'univers en les seves abundàncies observades, i han descobert milers d'asteroides. Un model d'enginyeria a una desena part del telescopi a Corning Community College a Corning, Nova York, seu de Corning Glass Works (ara Corning Incorporated), es va utilitzar per descobrir almenys un planeta menor, 34419 Corning.†

### Arquitectura i disseny

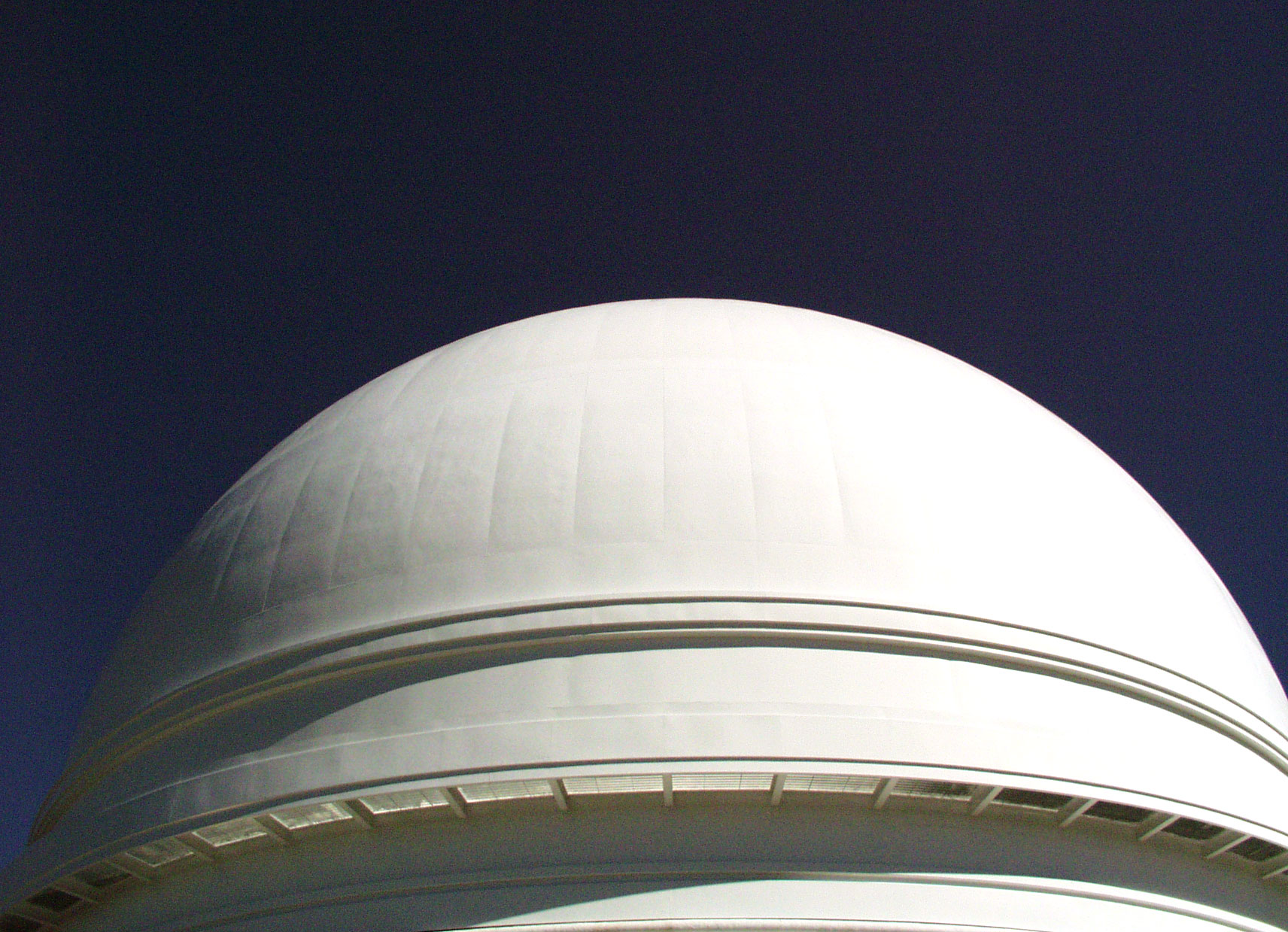
Cúpula del telescopi Hale

Russell W. Porter va desenvolupar l'arquitectura art déco dels edificis de l'Observatori, inclosa la cúpula del Telescopi Hale de 508 cm. Porter també va ser responsable de gran part del disseny tècnic del Telescopi Hale i les Cambres Schmidt, i va produir una sèrie de dibuixos d'enginyeria de secció transversal. Porter va treballar en els dissenys en col·laboració amb molts enginyers i membres del comitè de Caltech.
Max Mason va dirigir la construcció i Theodore von Karman va estar involucrat en l'enginyeria.

### Directors
- Ira Sprague Bowen, 1948–1964
- Horace Welcome Babcock, 1964–1978
- Maarten Schmidt, 1978–1980
- Gerry Neugebauer, 1980–1994
- James Westphal, 1994–1997
- Wallace L. W. Sargent, 1997–2000
- Richard Ellis, 2000–2006
- Shrinivas Kulkarni, 2006–2018
- Jonas Zmuidzinas, 2018–

### Observatori Palomar i contaminació lumínica
Gran part de la regió circumdant del sud de Califòrnia ha adoptat il·luminació protegida per reduir la contaminació lumínica que podria afectar l'observatori.

## Equipaments

### Telescopis i instruments

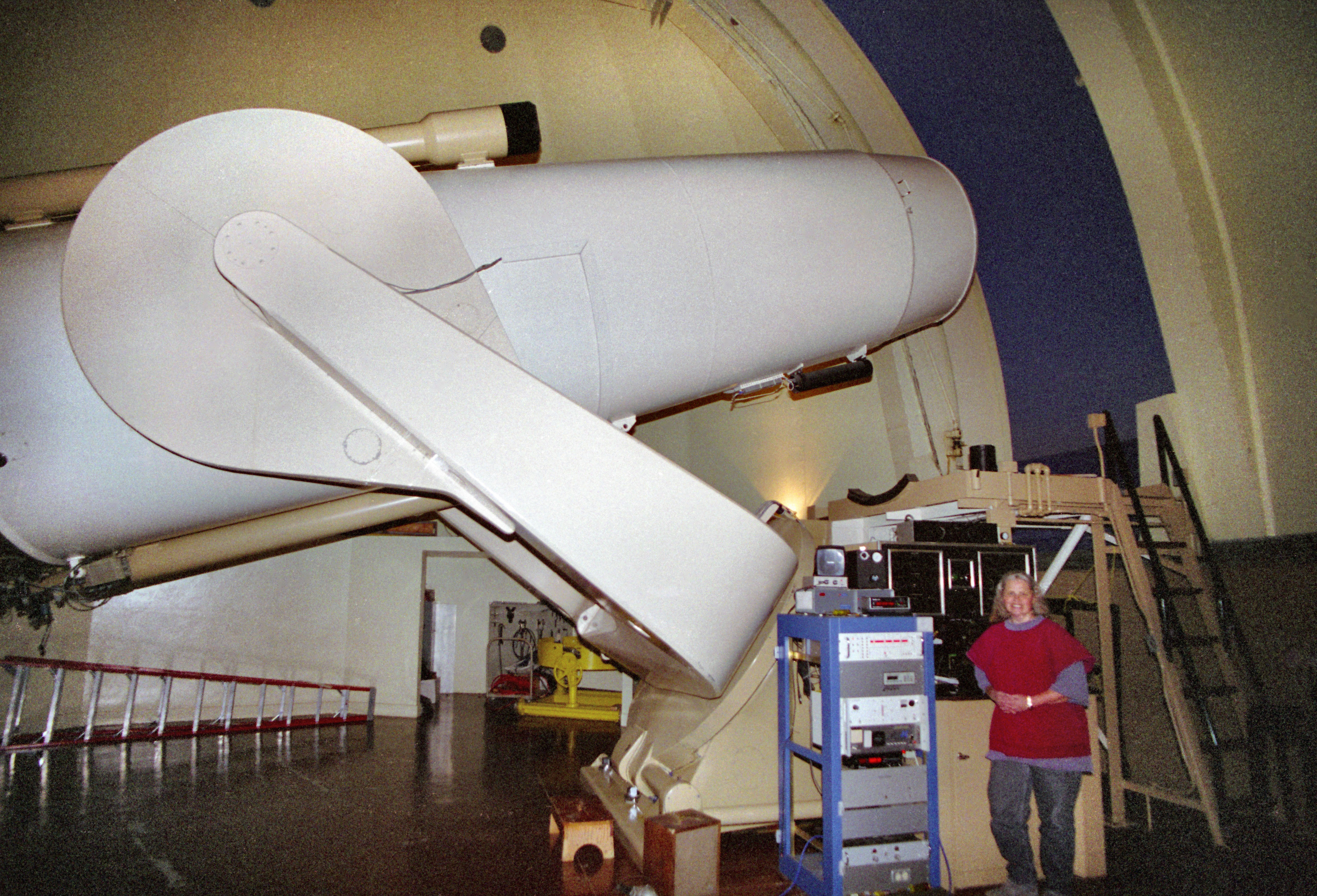
L'astrònom Jean Mueller posant amb el telescopi Samuel Oschin (Cambra Schmidt).

- El Telescopi Hale de 508 cm es va proposar per primera vegada el 1928 i ha estat en funcionament des del 1948. Va ser el telescopi més gran del món durant 45 anys.[9]

- Un telescopi reflector de 152 cm es troba a l'edifici Oscar Mayer. Va ser dedicat el 1970 a prendre part de la càrrega del Telescopi Hale. Aquest telescopi va ser utilitzat per descobrir la primera estrella nana marró.[10]

- El telescopi de Samuel Oschin de 120 cm (48 polzades, càmera de Schmidt) va ser començat en 1938 i instal·lat en 1948. Es va anomenar inicialment el Schmidt de 48 polzades, i Samuel Oschin el 1986.[11] El planeta nan Eris va ser descobert usant aquest instrument.[12] L'existència d'Eris va desencadenar les discussions a la comunitat internacional de l'astronomia que van conduir que Plutó es reclassifiqués com a planeta nan.

## El telescopi Sleuth
Sleuth és un telescopi molt humil, equipat amb una càmera amb lents de 100 mm i una càmera digital. Localitzat a l'Observatori Palomar a Califòrnia, l'Sleuth escorcolla sistemàticament el cel, a la recerca de senyals de trànsit astronòmic, la petita disminució en la brillantor d'una estrella causada per un objecte que passa per davant. El truc és que per buscar exoplanetes no cal un telescopi molt gran, sinó observar el cel contínuament. S'ha construït un telescopi robot que cada nit observa la zona del cel correcta i pren imatges de manera contínua. Utilitzant després una sèrie de codis informàtics per buscar entre les dades, analitzant aquests petits senyals (una tasca ingent doncs és tal la quantitat de dades que és com trobar una agulla en un paller).
El Programa Navigator va proporcionar el finançament inicial per al telescopi Sleuth (Detectiu), que ha aconseguit descobriments d'exoplanetes tals com el TrES-4.
El telescopi és part de la xarxa Trans-Atlantic Exoplanet Survey (TrES, Investigador d'Exoplanetes Transatlàntic), amb diversos petits telescopis més realitzant observacions en diferents localitzacions.
Està mantingut per David Charbonneau (CfA) i Francis O'Donovan (Caltech).

## Visites i participació pública

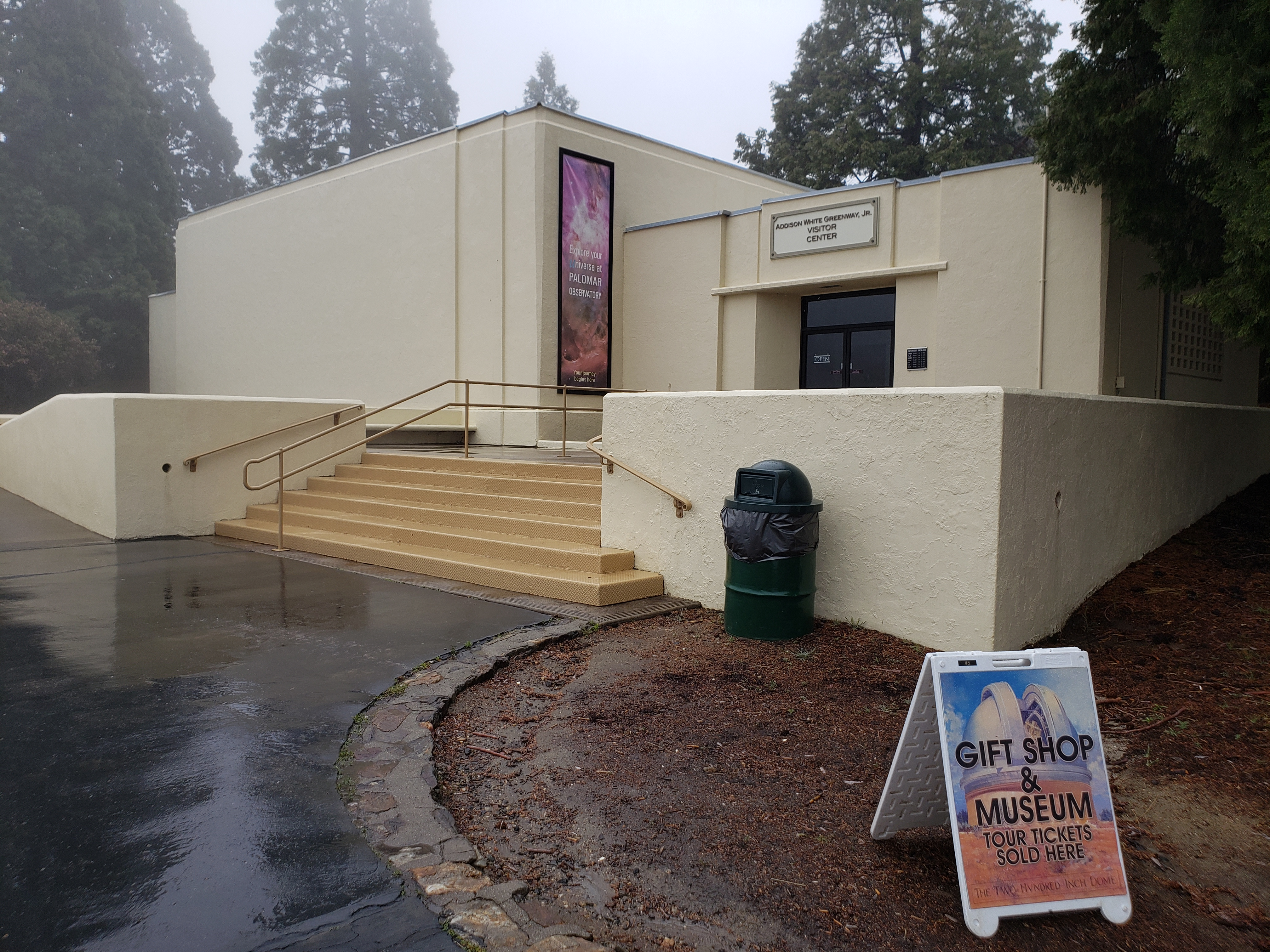
Centre de Visitants de Greenway a l'Observatori Palomar, amb una botiga de regals

L'Observatori Palomar és una instal·lació de recerca activa. Tot i això, les àrees seleccionades de l'observatori estan obertes al públic durant el dia. Els visitants poden fer recorreguts autoguiats del telescopi de 200 polzades cada dia de 9 a 15h. L'observatori és obert els 7 dies de la setmana, durant tot l'any, excepte el 24 i 25 de desembre i en èpoques de mal temps i, finalment, de pandèmia mundial. Les visites guiades a la cúpula del Telescopi Hale de 200 polzades i a l'àrea d'observació estan disponibles els dissabtes i els diumenges d'abril a octubre. S'ofereixen recorreguts entre bastidors per al públic a través del grup de suport comunitari Palomar Observatory Docents.
L'Observatori Palomar també té un museu al lloc: el Centre de visitants de Greenway que contiene exhibiciones relevantes para el observatorio y la astronomía, una tienda de regalos, i acull esdeveniments públics periòdics.
Per a aquells que no poden viatjar a l'observatori, Palomar ofereix un extens recorregut virtual que brinda accés virtual a tots els principals telescopis de recerca al lloc, el Centre de visitants Greenway, i té una gran quantitat de multimèdia integrada per brindar context addicional. De la mateixa manera, l'observatori manté activament un lloc web extens. i canal de YouTube per donar suport a la participació pública.
L'observatori està ubicat a la Ruta estatal 76 al nord del Comtat de San Diego, Califòrnia, a dues hores amb cotxe del centre de San Diego i a tres hores del centre Los Angeles (UCLA, aeroport LAX). Aquells que s'allotgin al proper Palomar Campground poden visitar l'Observatori Palomar fent senderisme per 3,5 km fins al Sender de l'Observatori.

## Clima
Palomar té un clima mediterrani d'estiu calorós (Köppen Csa).
| Paràmetres climàtics mitjans de Observatori Palomar (normals del 1991 al 2020, extrems del 1938 al present) | Paràmetres climàtics mitjans de Observatori Palomar (normals del 1991 al 2020, extrems del 1938 al present) | Paràmetres climàtics mitjans de Observatori Palomar (normals del 1991 al 2020, extrems del 1938 al present) | Paràmetres climàtics mitjans de Observatori Palomar (normals del 1991 al 2020, extrems del 1938 al present) | Paràmetres climàtics mitjans de Observatori Palomar (normals del 1991 al 2020, extrems del 1938 al present) | Paràmetres climàtics mitjans de Observatori Palomar (normals del 1991 al 2020, extrems del 1938 al present) | Paràmetres climàtics mitjans de Observatori Palomar (normals del 1991 al 2020, extrems del 1938 al present) | Paràmetres climàtics mitjans de Observatori Palomar (normals del 1991 al 2020, extrems del 1938 al present) | Paràmetres climàtics mitjans de Observatori Palomar (normals del 1991 al 2020, extrems del 1938 al present) | Paràmetres climàtics mitjans de Observatori Palomar (normals del 1991 al 2020, extrems del 1938 al present) | Paràmetres climàtics mitjans de Observatori Palomar (normals del 1991 al 2020, extrems del 1938 al present) | Paràmetres climàtics mitjans de Observatori Palomar (normals del 1991 al 2020, extrems del 1938 al present) | Paràmetres climàtics mitjans de Observatori Palomar (normals del 1991 al 2020, extrems del 1938 al present) | Paràmetres climàtics mitjans de Observatori Palomar (normals del 1991 al 2020, extrems del 1938 al present) |
| Mes | Gen. | Feb. | Mar. | Abr. | Mai. | Jun. | Jul. | Ago. | Set. | Oct. | Nov. | Des. | Anual |
| --- | --- | --- | --- | --- | --- | --- | --- | --- | --- | --- | --- | --- | --- |
| Temperatura diària màxima °C (°F)                                                                           | 27,8 (82)                                                                                                   | 25 (77) | 27,8 (82)                                                                                                   | 28,3 (82,9)                                                                                                 | 32,8 (91)                                                                                                   | 40 (104) | 37,8 (100)                                                                                                  | 37,8 (100)                                                                                                  | 37,8 (100)                                                                                                  | 36,1 (97)                                                                                                   | 26,7 (80,1)                                                                                                 | 26,7 (80,1)                                                                                                 | 0 (32) |
| Temperatura diària mínima °C (°F)                                                                           | −13,3 (8,1)                                                                                                 | −11,1 (12)                                                                                                  | −8,9 (16)                                                                                                   | −7,2 (19)                                                                                                   | −4,4 (24,1)                                                                                                 | −2,2 (28)                                                                                                   | 2,2 (36) | 2,2 (36) | −1,1 (30)                                                                                                   | −7,8 (18)                                                                                                   | −8,3 (17,1)                                                                                                 | −13,3 (8,1)                                                                                                 | 0 (32) |
| Precipitació total mm (polzades)                                                                            | 150,6 (5,9)                                                                                                 | 186,4 (7,3)                                                                                                 | 117,1 (4,6)                                                                                                 | 50,8 (2) | 22,6 (0,9)                                                                                                  | 4,3 (0,2)                                                                                                   | 7,4 (0,3)                                                                                                   | 17,3 (0,7)                                                                                                  | 12,2 (0,5)                                                                                                  | 30,7 (1,2)                                                                                                  | 57,2 (2,3)                                                                                                  | 115,8 (4,6)                                                                                                 | 772,4 (30,4)                                                                                                |
| Font: NOAA                                                                                                  | | | | | | | | | | | | | |